# Trepadeira-indiana
A Trepadeira-indiana (nome científico: Sitta castanea) é uma espécie de ave da família das trepadeiras. É nativa de Bangladesh, Índia e Nepal.